# قدیر دوغلو
عبدالقدیر دوغلو (به ترکی استانبولی: Abdulkadir Doğulu؛ زادهٔ ۱۹ آوریل ۱۹۸۲ در مرسین) معروف به قدیر دوغلو، بازیگر اهل ترکیه است.

## اوایل زندگی
قدیر دوغلو در ۱۹ آوریل سال ۱۹۸۲ در شهر مرسین ترکیه متولد شد. او در زمان تولد، پنج بزرگتر از خود نیز داشت، بنابراین دوران کودکی او مطمئناً کسل کننده و آرام نبوده‌است. خانواده او از وضعیت مالی چندان خوبی برخوردار نبودند و به گزارش پرشین وی والدینش باید به سختی کار می‌کردند تا از عهده مخارج‌شان بربیایند و بنابراین مجبور بودند فرزندان خود را نیز به سخت کوشی بیشتر تشویق کنند. 

## حرفه
او در طول دوره‌های متوسطه و دبیرستان در بسیاری از نقاط به عنوان یک آشپز و اپراتور کار می‌کرد. بعداً او شروع به دریافت پیشنهادهای بازیگری کرد. او به عنوان یک بازیگر برجسته در اسرار کوچک، در دختر سخن‌چین بازی کرد. او در چند سری موفق بازی کرد. قدیر دوغلو در سال ۲۰۰۰ برای کار به استانبول و پیش برادرش کمال آمد. طبق گفتهٔ قدیر او مدتی بعد از آمدن به استانبول پشیمان شده و وسیله‌های خود را جمع کرده تا به شهرش بازگردد اما پس از فکر کردن با خود گفته اگر برگردم شغل مناسبی پیدا نخواهم کرد و بدین ترتیب در استانبول ماندگار شده‌است. قدیر تا سال ۲۰۰۶ به کار گارسونی در رستوران‌ها و بارها مشغول بوده‌است.
دوغلو در سال ۲۰۱۰ با سریال درام «اسرار کوچک» (Küçük Sırlar) در نقش علی ارارسلان در قاب تلویزیون ظاهر شد. در این مجموعه پرمخاطب که از اکتبر ۲۰۱۰ تا سپتامبر ۲۰۱۱ در شبکه استار تی‌وی ترکیه پخش می‌شد، این بازیگر با چهره‌هایی همچون سینم کوبال، مروه بولگور، بوراک اوزچیویت و… هم‌بازی بود.
سپس با مجموعه «کثیف هفتم» (Pis Yedili) با نقش گونی سامیلی (بایرامپاشالی) مقابل دوربین رفت. این سریال روایت‌گر داستان ۷ نوجوان فقیر است که پس از تخریب مدرسه بر اثر آتش‌سوزی، به مدرسه دیگری که حاوی دانش آموزان ثروتمند است منتقل شده و سختی‌های زیادی را در کنار آنها متحمل می‌شوند و در این بین مثلث‌های عشقی نیز پدید می‌آید. قدیر در این سریال با ادا اجه و گونس زاوراک هم‌بازی بود.
بازیگر محبوب تلویزیون ترکیه که بیشتر بخاطر زنده کردن «مهمت گیرای خان» در درام تاریخی ماه پیکر مشهور است. وی پیش از این در فاتح حربیه و عشق واژگون نقش‌های اصلی را داشته‌است.
در سال ۲۰۲۱ در سریال تعریف به همراه سرا آریتورک که به زودی از شبکه کانال د پخش می‌شود به ایفای نقش می‌پردازد. قدیر نقش صاحب یک رستوران را بازی می‌کند وس همچنین یک آشپز متخصص در غذاهای فرانسوی است.

## زندگی شخصی
او با هانده ینر از طریق برادرش، کمال دوغلو، که سبک ینر است آشنا شد. پس از آن، او مدتی را با هانده ینر کار کرد و در موزیک ویدیوی خود به نام "Romeo" ظاهر شد. سپس او شروع به دریافت پیشنهادهای بازیگری کرد. او به عنوان یک بازیگر برجسته در اسرار کوچک، در دختر سخن‌چین بازی کرد. او در چند سری موفق بازی کرد.
قدیر دوغلو در تاریخ ۸ ژوئیه ۲۰۱۶ با نسلیهان آتاگول ازدواج کرد. این زوج در مجموعه فاتیح هاربیه در سال ۲۰۱۳ با هم آشنا شدند.
هنگام عقد قدیر و نسلیهان خبرنگاران از هانده پرسیدند که آیا حاضر است در جشن قدیر و نسلیهان آواز بخواند یا نه. وی در پاسخ چنین گفته بود: ”قدیر هنوز هم برای من با ارزشه. قدیر و نسلیهان خیلی بهم میان و زوج خیلی دوست داشتنی‌‌ای هستن. براشون آرزوی خوشبختی می‌کنم.” این درحالیست که هانده قبلاً به خبرنگاران گفته بود قلبم را برای همیشه به روی قدیر باز کرده‌ام و برای روز عروسیمان بسیار هیجان زده هستم.

## فیلم‌شناسی
| تلویزیون           | تلویزیون                 | تلویزیون                    | تلویزیون     |
| سال                | عنوان                    | نقش                         | یادداشت      |
| ------------------ | ------------------------ | --------------------------- | ------------ |
| ۲۰۱۰               | راز کوچک                 | علی ارارسلان                | نقش اصلی     |
| ۲۰۱۱–۲۰۱۳          | هفت کثیف                 | گونی سامیلی (بایرام پاشالی) | نقش اصلی     |
| ۲۰۱۳–۲۰۱۴          | فاتح حربیه               | ماجیت آرجا اوغلو            | نقش اصلی     |
| ۲۰۱۳–۲۰۱۴          | عشق واژگون               | گوکهان                      | نقش اصلی     |
| ۲۱۸_۲۱۹ سریال وصلت | عزیز کورکماز             | نقش اصلی                    |              |
| ۲۰۱۵–۲۰۱۶          | ماه‌پیکر                  | محمد گیرای سوم              | نقش مکمل     |
| ۲۰۱۶–۲۰۱۷          | به من بگو دوست داشته باش | آلپر ارن                    | نقش اصلی     |
| ۲۰۱۸               | گناهان پدر من            | اوزان دیکمن                 | نقش اصلی     |
| ۲۰۱۹–۲۰۲۰          | ملاقات                   | عزیز کورکمازر               | نقش اصلی     |
| ۲۰۲۰               | جامعه جت                 | کنعان                       | بازیگر مهمان |
| ۲۰۲۱               | تعریف عشق                | فیرات                       | نقش اصلی     |

| سینما | سینما             | سینما | سینما    |
| سال   | عنوان             | نقش   | یادداشت  |
| ----- | ----------------- | ----- | -------- |
| ۲۰۱۳  | من یک داستان دارم | مرت   | نقش اصلی |
| ۲۰۱۵  | شب سفید           |       |          |